# Didia
Didia ókori egyiptomi pap, Ptah memphiszi főpapja a XIX. dinasztia idején, II. Ramszesz uralkodása alatt. Apját, Pahemneter főpapot követte hivatalában a fáraó 35. uralkodási évében, őt magát pedig Ramszesz fia, Haemuaszet herceg, az 50. uralkodási év körül.
Pahemneter és valószínűleg Hunero fia volt, egy fivére ismert, Paréhotep, aki vezír lett, majd Haemuaszet herceg halála után ő került Ptah főpapi székébe.
Didiát említik egy sztélén (British Museum 183), amelyen számos családtagját ábrázolják: Pahemnetert, Didiát, Paréhotepet, egy Meriti nevű hivatalnokot és Pait, a sereg parancsnokát, valamint négy nőt, nevük Titi, Seritré, Mutnofret és Szetmenti. A sztélét Hunero tiszteletére állították, aki valószínűleg Pahemneter felesége, Didia és Paréhotep anyja volt.

## Fordítás
- Ez a szócikk részben vagy egészben  a   Didia című angol Wikipédia-szócikk ezen változatának fordításán alapul.  Az eredeti cikk szerkesztőit annak laptörténete sorolja fel. Ez a jelzés csupán a megfogalmazás eredetét és a szerzői jogokat jelzi, nem szolgál a cikkben szereplő információk forrásmegjelöléseként.